# Delavska partija Koreje
Delavska partija Koreje (korejsko 조선로동당, Čoson Rodongdang) je stranka, ki vodi Demokratično ljudsko republiko Korejo od svoje ustanovitve leta 1949, ko je bila združena iz različnih levih strank s severa in juga Koreje, njeno jedro pa je bila Komunistična stranka Koreje, zato je postal prvi predsednik stranke (1946-49) stari komunist Kim Du Bong, ki ga je nasledil in kmalu popolnoma zasenčil "veliki vodja" Kim Il-sung. Zdaj šteje 6 milijonov in pol članov (26 % prebivalstva). Danes jo vodi Kim Džong-un, vrhovni voditelj Severne Koreje kot predstavnik tretje generacije dinastije družine Kim. Glavni ideologiji sta džuče in songun.